# Trautmannsdorf in Oststeiermark
Trautmannsdorf in Oststeiermark è una frazione di 877 abitanti del comune austriaco di Bad Gleichenberg, nel distretto di Südoststeiermark, in Stiria. Già comune autonomo, il 1º gennaio 2015 è stato aggregato a Bad Gleichenberg assieme agli altri comuni soppressi di Bairisch Kölldorf e Merkendorf.